# Sängerkrieg auf der Wartburg
La Sängerkrieg auf der Wartburg (letteralmente "Guerra dei cantori del Wartburg"), conosciuta anche come Wartburgkrieg ("Guerra di Wartburg"), è un poema medievale tedesco che narra di una gara tra poeti menestrelli, indetta ed arbitrata da Ermanno I di Turingia presso la propria corte nel castello di Wartburg in Turingia, nell'anno 1207.
Il dibattito sulla storicità della competizione è aperto sin dal medioevo. Storici dell'epoca, come Dietrich da Apolda (m. 1302) e Johannes Rothe (Creuzburg, 1360 - Eisenach, 1434), rispettivamente nei secoli XIV e XV, suggeriscono che il poema sia ispirato ad un reale evento storico. Nel secolo XIX Johann Rinne intuì che la competizione non avvenne mai nella realtà.

## Tradizioni letterarie
Il poema costituisce una importante collezione della letteratura germanica del medioevo, e riflette quel fenomeno di sviluppo letterale che fioriva presso corte del conte Ermanno I di Turingia nei primi anni del sec XIII. Diverse versioni della canzone della Wartburgkrieg sono pervenute a noi in vari manoscritti risalenti al tardo medioevo (chiamati in tedesco Liederhandschriften, "manoscritti delle canzoni"), tra questi ricordiamo:
- Codice Manesse
- Jenaer Liederhandschrift
- Kolmarer Liederhandschrift

Una collezione di poemi lirici intitolata Der Sängerkrieg auf der Wartburg, stesa tra il 1240 e il 1260, è stata tradotta in tedesco moderno da Karl Simrock e pubblicata nel 1858.

## Struttura e trama
Sia poeti storicamente esistiti (Wolfram von Eschenbach e Walther von der Vogelweide) che personaggi fantastici plasmati nelle leggende letterarie (come Klingsor d'Ungheria o Enrico von Ofterdingen) appaiono nel poema come menestrelli che partecipano alla competizione. Il poeta Reinmar von Zweter, storicamente esistito, viene elencato tra i partecipanti in maniera anacronistica.
I più antichi racconti poetici risalenti al sec. XIII descrivono due episodi della gara: Das Fürstenlob ("l'elogio al principe") e Das Rätselspiel ("il gioco degli enigmi").
Il Fürstenlob racconta di una sfida tra sei menestrelli: Enrico da Ofterdingen, Walther von der Vogelweide, Biterolf, Reinmar da Zweter, Wolfram von Eschenbach e Heinrich Schreiber. I sei si esibiscono davanti al conte e alla contessa di Turingia, sfidandosi alla ricerca del miglior canto di lode con cui elogiare un principe. Enrico da Ofterdingen si dimostro il più eloquente nell'elogio al suo protettore il duca d'Austrira, attirando però su di sé l'invidia degli altri menestrelli, che tramano per farlo condannare a morte; ma Enrico ottiene la protezione della contessa Sofia (moglie di Ermanno I) che le concede un anno di sospensione della pena, durante il quale Enrico si reca in Ungheria alla ricerca dell'aiuto dello stregone Klingsor. Così Enrico e Klingsor tornano in Turingia per riprendere insieme la gara.
Il Rätselspiel racconta il successivo duello poetico tra Wolfram von Eschenbach e lo stregone ungherese Klingsor. Wolfram si dimostra più capace ed eloquente, costringendo Klingsor ad evocare un demone per continuare il duello. Quando Wolfram inizia un canto sui misteri della fede cristiana, il demone non è in grado di rispondere e viene sconfitto.

## Letteratura moderna
La storia della Sängerkrieg ricompare nella letteratura moderna nel sec XVIII con l'opera dello svizzero Johann Jakob Bodmer intitolata Wiederentdeckung des Mittelalters (letteralmente "Riscoperta del Medioevo"), che riportava un resoconto del Sängerkrieg. L'interesse per i menestrelli della canzone divenne in seguito sempre più popolare, come dimostra la pubblicazione "Heinrich von Ofterdingen" a opera di Novalis nel 1802, che però non è incentrata sulla gara in sé. Mentre l'evento è il fulcro in "Der Kampf der Sänger" di Ernst Theodor Amadeus Hoffmann (1818). Un resoconto della competizione può inoltre trovarsi nelle "Deutsche Sagen" dei fratelli Grimm (1816).

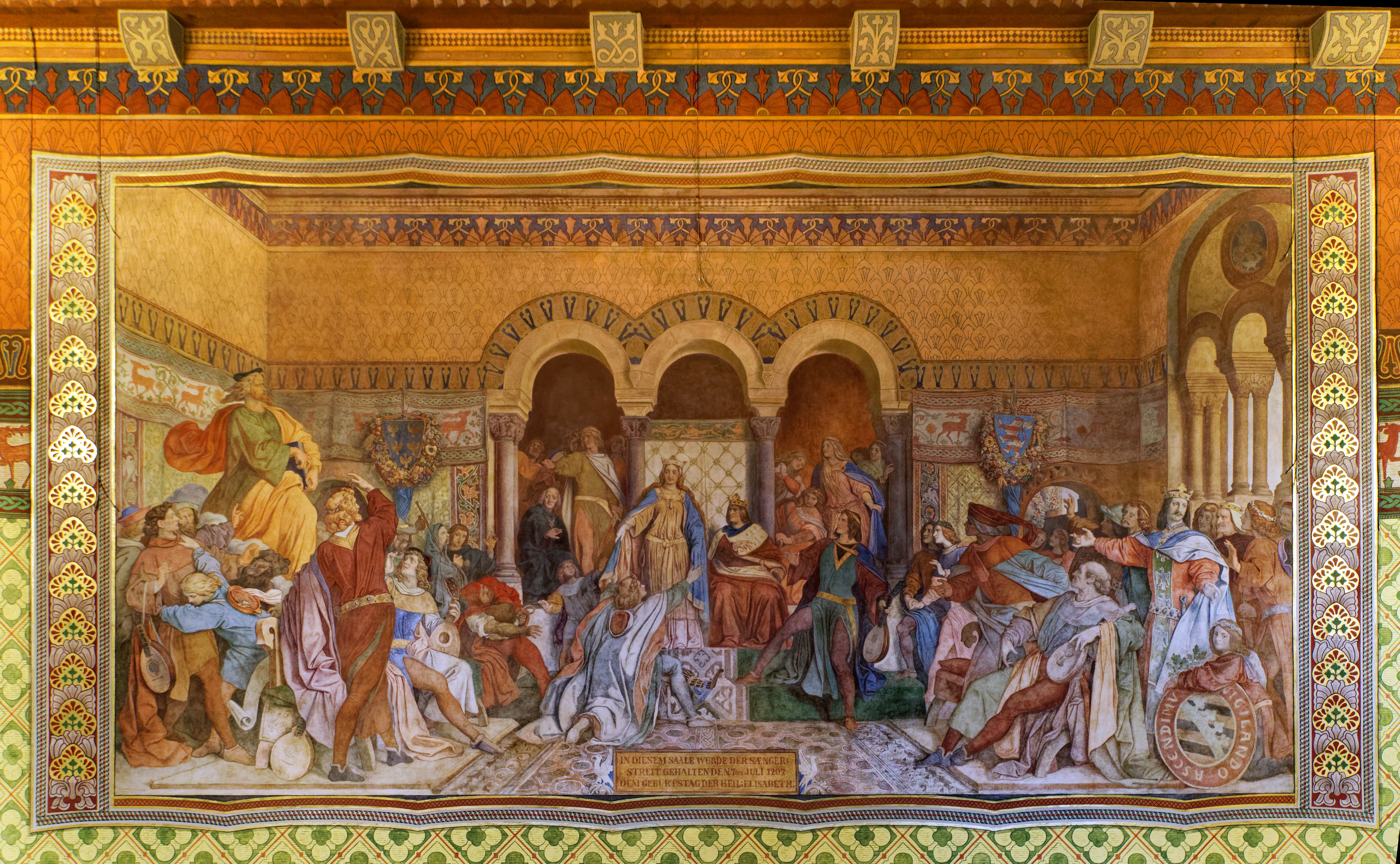
L'affresco intitolato "Sängerstreit" di Moritz von Schwind presso il castello di Wartburg

Una delle reinterpretazioni più famose è "Tannhäuser und der Sängerkrieg auf Wartburg" di Richard Wagner (1843). Wagner fu il primo a fondere la leggenda del cavaliere Tannhäuser nel Venusberg con la Wartburgkrieg. Nell'opera wagneriana, la competizione dei cantori è completamente subordinata alla storia di Tannhäuser e al tema della redenzione divina (Erlösung). Il mitico stregone Klingsor, avversario della religione cristiana, è la figura che rende possibile la fusione di queste storie, perché può incarnare quelle stesse forze demoniache intrappolano Tannhäuser nel Venusberg.

## Arte
Nel 1838 iniziarono i lavori di restauro al castello di Wartburg, e tra il 1854 e il 1856, il pittore Moritz von Schwind dipinse vari affreschi in diverse parti del castello, tra questi vi è il "Sängerstreitfresko", realizzato con proporzioni a misura umana che fa credere allo spettatore di assistere effettivamente alla gara dei cantori. Il cartiglio recita: